# Tholbath

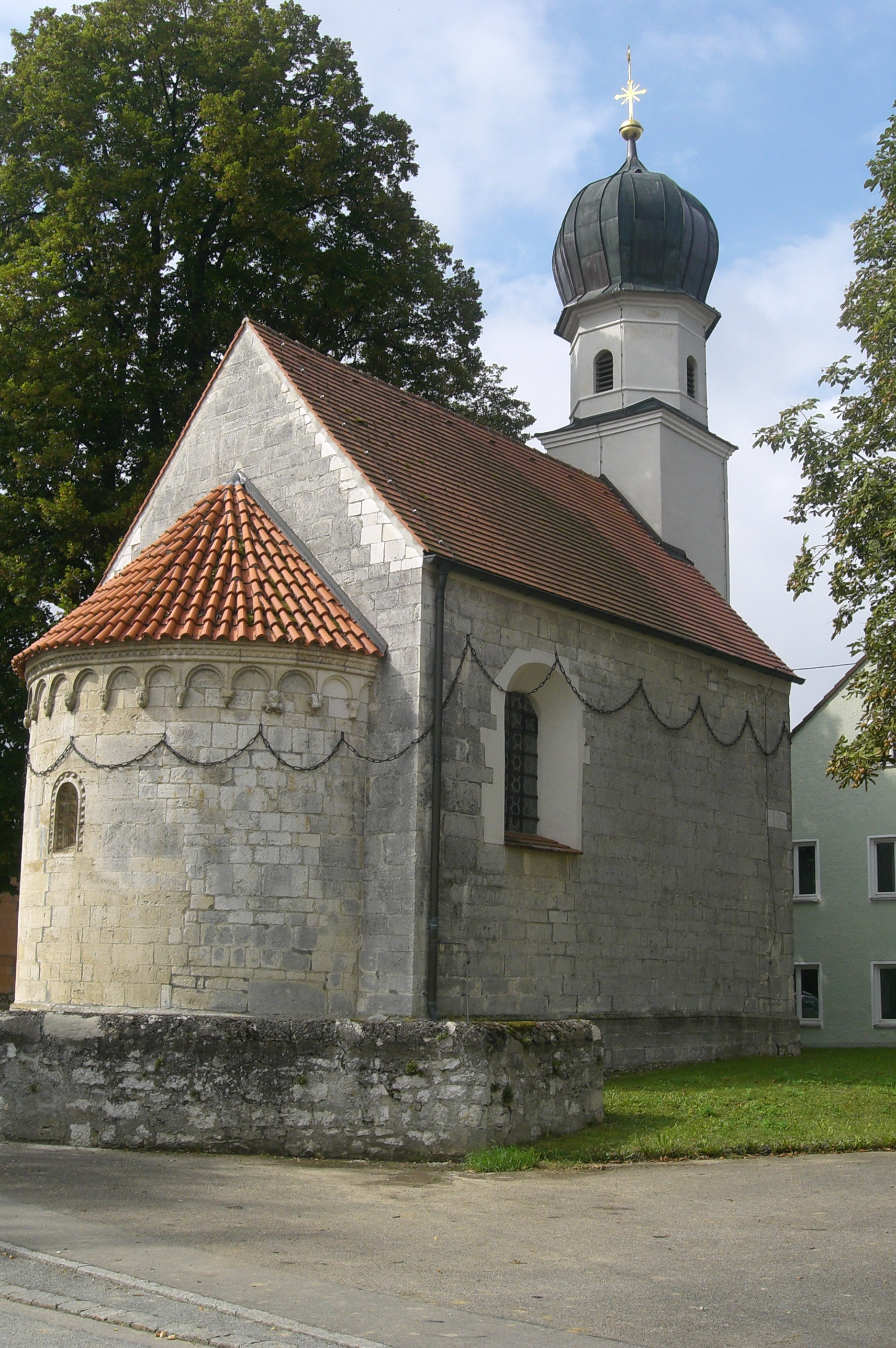
Die romanische Kettenkirche St. Leonhard in der Ortsmitte

Tholbath (Schreibweise auch Tolbath), bayerisch Doiwagg, ist ein Ortsteil der Gemeinde Großmehring im Landkreis Eichstätt im Regierungsbezirk Oberbayern des Freistaates Bayern.

## Lage
Das Kirchdorf liegt nördlich der Donau in der Südlichen Frankenalb nordöstlich von Großmehring, südöstlich von Kasing, südwestlich von Oberdolling, nordwestlich von Theißing und östlich von Kösching an der Kreisstraße EI36.

## Ortsnamendeutung
„Thol“ ist das durch den Dialekt verdumpfte alt- und mittelhochdeutsche „tal“ = Tal. „bath“ ist eine dialektmäßige Verstümmelung von „Beunt/Point“ = abgegrenztes Grundstück, umzäunte Wiese bzw. die Wohnstätte auf einem solchen Grundstück. Tholbath bedeutet also „umhegtes Grundstück im Tal“ bzw. die Ansiedelung darauf.

## Geschichte
Tholbath war seit dem Hochmittelalter eine Hofmark der Herrschaft Abensberg in den Händen von Ortsadeligen. Reste ihres Herrensitzes sind nicht vorhanden; ob die Tholbather Kettenkirche die Kapelle ihrer Burg war, muss offenbleiben. Vermutlich lag der Adelsbesitz unmittelbar nördlich der Kirche, wo sich der heutige „Brennergoslhof“ befindet. Der früheste Hinweis auf den Tholbather Ortsadel stammt aus dem 13. Jahrhundert: 1292 wird ein Jordan von Talbeynt genannt. 1346 ist in einer Besitzüberschreibungsurkunde ein Beringer der Talbiunder genannt. Er übergab sein Ritterlehen, einen Hof von circa 500 Tagwerk, an seinen Schwiegersohn Ulrich Emmendorfer. Auch die Baiersdorfer waren in Tholbath begütert. Sie verkauften 1399 einen Hof zu Tolbath an das Kloster Münchsmünster. 
Im 15. Jahrhundert lagen die Herrschaftsrechte Tholbaths bei den Schambeck zu (Groß-)Mehring, spätestens seit 1430 Landsassen im Landgericht Vohburg, anschließend bei den Auerburger/Auburgern zu Sattelberg. So wird 1524 Christoph Auerburger als Herr auf Tholbath im Gericht Vohburg erwähnt. Um 1524, nachweislich 1557, gehört die Hofmark Tholbath zusammen mit der Hofmark (Ober-)Dolling den „Mufflingischen“ von Ermreuth. Zunächst mit ihren drei Anwesen noch eigenständig, aber mit Oberdolling durch Personalunion verbunden, verschmolz sie später mit der 27 Anwesen umfassenden Hofmark Oberdolling. 
Mit dieser ging Tholbath 1606 von Hans Georg Muffel an Hieronymus Auer von Pullach über. Dessen Söhne verkauften an Bernhart Bartenhauser, Pfleger von Gerolfing. Nach einem Gantverfahren erwarb 1649 das Jesuitenkolleg Ingolstadt die vereinigte Hofmark. 1692 vertauschten die Jesuiten diesen Besitz an Franz Philipp Freiherr von und zu Hegnenberg, genannt Dux. Aus diesem Familienbesitz gingen die grundherrlichen Rechte im frühen 19. Jahrhundert an den Grafen Maximilian von Montgelas über, während die zur Zeit der Gemeindebildung wohl ruhende ehemalige Hegnenbergische Gerichtsbarkeit 1821 vom bayerischen Staat eingezogen wurde. 1817/18 wurde Tholbath mit den Dörfern Pettling und Straßhausen Teil der Gemeinde und des Steuerdistrikts Theißing im Gericht Vohburg (während Theißing selber dem Gericht Altmannstein unterstand). Anfang des 19. Jahrhunderts hatte Tholbath acht Anwesen und die Kirche, 1838 10 Häuser und 44 Einwohner, 1861 27 Gebäude und 67 Einwohner.
Ab 1862 gehörte Tholbath als Teil der Gemeinde Theißing zum Bezirksamt bzw. Landkreis Ingolstadt. 1955 wurden Flurbereinigungsmaßnahmen durchgeführt. Mit der Gebietsreform von 1972, bei der der Landkreis Ingolstadt aufgelöst wurde, kam die Gemeinde Theißing und damit Tolbath zum oberbayerischen Landkreis Eichstätt. Die Eingliederung in die Gemeinde Großmehring erfolgte mit Abschluss der Gebietsreform am 1. Mai 1978. 1983 bestanden in Tolbath fünf bäuerliche Voll- und zwei Nebenerwerbsbetriebe.

## Kirche
Tholbath besitzt mit der „Kettenkirche“ St. Leonhard einen kleinen romanischen Sakralbau, Filialkirche der Pfarrei Theißing.